# Chukwuma Kaduna Nzeogwu
Patrick Chukwuma Kaduna Nzeogwu (* 26. Februar 1937 in Kaduna,  Bundesstaat Kaduna; † 29. Juli 1967 bei Nsukka, Biafra, heute im Bundesstaat Enugu) war ein nigerianischer Major. Er war einer der Anführer eines gescheiterten Putschversuchs im Januar 1966, bei dem mehrere hochrangige Politiker wie der damalige Premier Abubakar Tafawa Balewa getötet wurden. Als Folge des unter seiner Führung gescheiterten Putschs kam das Militär unter Johnson Aguiyi-Ironsi in Nigeria an die Macht und beendete die erste nigerianische Republik.

## Leben
Über die frühen Jahre Nzeogwus, seine Ausbildung und über seine erste Zeit beim Militär nach der Rückkehr aus Sandhurst ist nur wenig bekannt. Er war der Sohn von James Nzeogwu, der als Elektriker bei der Electric Company of Nigeria beschäftigt war. Beide Eltern waren Ika Igbos. Er besuchte die Saint Joseph’s Catholic Primary School und das Saint John’s College in Kaduna.
Im Alter von 20 Jahren trat er in die Nigerianische Armee ein. Nach einer Offiziersausbildung in Ghana durchlief er eine weitere Ausbildung an der Royal Military Academy, Sandhurst, die er 1959 als Lieutenant abschloss.
Er war zunächst als Offizier des Militärgeheimdienstes zuständig, wurde jedoch wegen seiner Neigung, sich in Auseinandersetzungen mit Vorgesetzten zu bringen, zur Nigeria Military Training School  in Kaduna versetzt, wo er als Chefausblider tätig war. Dort wurde er von seinem direkten Vorgesetzten, Oberst Ralph Shodeinde, wegen offen regierungskritischen Äußerungen gegenüber Auszubildenden beim Generalstab gemeldet. Nzeogwu galt als charismatischer Mann, der sich selbst als Revolutionär, der die korrupte Elite bekämpfte, sah. Obwohl er wie die meisten anderen Putschisten der Volksgruppe der Igbos angehörte, fühlte Nzeogwu sich seiner Heimatstadt Kaduna im Norden Nigerias und der dortigen Hausa-Kultur verbunden. Auch war er nicht der Hauptbeteiligte oder von Anfang an involviert, sondern erst im späteren Verlauf eingeweiht worden. Nzeogwu wurde zu Anführer der Putschisten für den Norden des Landes ausgewählt und sollte Nordnigeria einnehmen, während der eigentliche Hauptverschwörer Major Emmanuel Ifeajuna Lagos übernehmen sollte. Er überzeugte einen anderen Major, Timothy Onwatuegwu, sich den Putschisten anzuschließen.
Als Chefausbilder konnte er selbstständig Übungen, auch nachts, durchführen lassen. Eine solche zweitägige Übung mit dem Namen Operation Damisa wurde Nzeogwu von seinen Vorgesetzten genehmigt und sollte am 15. Januar 1966 enden.

### Putsch
Nach der Beendigung der Operation traf sich Nzeogwu mit anderen Mitverschwörern um ca. 1:30 Uhr nachts, hielt eine Rede über den Zustand der Nation und verteilte Aufgaben für den Putsch.
Dann fuhr er mit einem Trupp Soldaten zu Haus des Premier und mächtigsten Mann von Nordnigeria, Sardauna Ahmadu Bello, ermordete die wachhabenden Polizisten und ließ es beschießen. Schließlich gelang es Nzeogwu mit anderen, das Haus zu betreten und den Sardauna, seine Hauptfrau sowie einen zu Hilfe eilenden Leibwächter zu erschießen.
Ahmed Ben Musa, ein Vertrauter Bellos, fuhr wegen Warnungen seitens der Polizei zum Haus und wurde von Soldaten erschossen. Nachdem Onwatuegwu Brigadegeneral Samuel Ademulegun, einen Freund des Sardaunas erschoss, töteten Nzeogwu und Onwatuegwu Shodeinde. Es gelang ihnen, den Gouverneur Kashim Ibrahim zu entführen, der Versuch, den nördlichen Finanzminister Makaman Bida festzunehmen, scheiterte jedoch daran, dass dieser außerorts war.
Während die Putschisten im Norden erfolgreich waren, kam es in den anderen Regionen und Lagos schnell zu Gegenwehr. Trotz der Ermordung des Premiers und wichtiger Persönlichkeiten konnte Aguiyi-Ironsi Truppen sammeln und den Putsch in Lagos beenden, worauf der Anführer Ifeajuna das Land in Richtung Ghana verließ. Nzeogwu, der eine mediale Ansprache von einem weiteren Verschwörer, Adewale Ademoyega, zum Putsch erwartete, machte kurzerhand, als diese nicht kam, eine eigene Ansprache per Radio.
Schlussendlich ergab sich Nzeogwu Aguiyi-Ironsi, der in der Zwischenzeit die Kontrolle über die Regierung übernommen hatte, nach Verhandlungen, bei dem unter anderem Straffreiheit gewährt würde. Er übergab die Macht im Norden an Major Hassan Katsina und flog nach Lagos, wo er festgenommen wurde.

### Nach dem Putsch
Da die Verschwörer vornehmlich Igbo waren und ihre Opfer Hausa-Fulani oder Yoruba, kam es im ganzen Land zu Ausschreitungen gegen Igbo. Es wurde verdächtigt, dass der Putsch primär die Igbos an die Macht bringen sollte und die Vorherrschaft der Hausa-Fulani, die die Mehrheit der Bevölkerung bildeten, brechen sollte. Die Putschisten selbst betonten jedoch, dass sie mit Obafemi Awolowo einen Yoruba an die Macht bringen wollten.
Aguiyi-Ironsi wurde als Igbo verdächtigt, im Putsch eingeweiht gewesen zu sein. Im Juli desselben Jahres wurde Aguiyi-Ironsi von Militärs unter seinem Stabschef Yakubu Gowon gestürzt und ermordet, der selbst einer kleinen Minderheit angehörte. Infolgedessen verstärkte sich der Konflikt der Ethnien untereinander, sodass der Militärgouverneur der Ostregion Chukwuemeka Odumegwu Ojukwu die Republik Biafra ausrief, woraufhin  der Biafra-Krieg begann.
Nzeogwu, der im Osten des Landes im Gefängnis von Aba einsaß, wurde im März 1967 entlassen und von Ojukwu zum Brigadier befördert. Jedoch war dies nicht mit einem Posten verbunden, da er mit Ojukwu aneinandergeriet, unter anderem wegen seiner Gegnerschaft zur Sezession. Trotzdem organisierte er Männer um sich, mit denen er in wagemutigen Aktion einzelne Stellungen der nigerianischen Armee angriff. Bei einem solchen Angriff bei Nsukka am 29.  Juli 1967 wurde Nzeogwus Wagen nach Zeugenaussagen von der Armee beschossen und alle Insassen, einschließlich Nzeogwu, getötet. Nzeogwus Leiche wurden die Augen entfernt.
Später wurde sein Leichnam nach Kaduna ausgeflogen und auf Geheiß Gowons mit vollen militärischen Ehren beerdigt.
Nzeogwus Beiname Kaduna bedeutet in der Hausa-Sprache Krokodil. Er wurde wegen seiner Herkunft von Hausa-Kameraden so genannt.